# Die Rache der Brautjungfern
Die Rache der Brautjungfern ist ein US-amerikanischer Fernsehfilm aus dem Jahr 2010. Er erzählt die Geschichte, wie drei Freundinnen versuchen wollen, eine Hochzeit zu verhindern, da eine von ihnen sich selbst in den Bräutigam verliebt hat.

## Handlung
Bei einem Besuch in ihrer Heimatstadt treffen die beiden beruflich erfolglosen Freundinnen Parker und Abigail ihre frühere Freundin Caitlin wieder und werden zu deren Hochzeit eingeladen. Dann erfahren sie von ihrer anderen früheren Freundin Rachel, dass es sich bei Caitlins Bräutigam um Rachels große Liebe Tony handelt. Parker und Abigail beschließen, die Hochzeit platzen zu lassen und werden deshalb Brautjungfern. Sie finden heraus, dass die angeblich schwangere Caitlin es nur auf das Geld von Bräutigam Tony abgesehen hat. Währenddessen freundet sich Parker mit dem Kripobeamten Henry an. Aufgrund ihrer Störaktionen landen sie auf dem Polizeipräsidium, werden jedoch von Henry wieder freigelassen und können die Hochzeit platzen lassen. Schließlich heiraten Rachel und Tony, und auch Parker und Henry werden ein Paar.

## Hintergrund
Gedreht wurde der Film 2010 in New Orleans, Louisiana.

Die Erstausstrahlung erfolgte in den Vereinigten Staaten am 18. Juli 2010 auf ABC Family und in Deutschland am 6. Juni 2011.
 
Am 26. April 2011 erschien der Film in den USA auf DVD.

## Kritiken
„Das amüsante Ensemble und die flotte Regie lenken vom allzu seichten und gagarmen Drehbuch ab.“